# Обикновен октопод
Обикновеният октопод (Octopus vulgaris) е вид главоного от разред Октоподи (Octopoda), семейство Octopodidae.

## Разпространение и местообитание
Видът живее в Карибско море, Средиземно море, Ламанша, крайбрежните води на Южна Америка, Африка и Индонезия.
Тези животни плуват по дъното на морето. Крият се в цепнатини.